# Браян Скіннер
Браян Скіннер (англ. Brian Skinner, нар. 19 травня 1976, Темпл, Техас, США) — американський професійний баскетболіст, що грав на позиціях важкого форварда і центрового за низку команд НБА.

## Ігрова кар'єра
На університетському рівні грав за команду Бейлор (1994—1998).
1998 року був обраний у першому раунді драфту НБА під загальним 22-м номером командою «Лос-Анджелес Кліпперс». Тоді ж і розпочав свою професійну кар'єру. Захищав кольори команди з Лос-Анджелеса протягом трьох сезонів.
2001 року перейшов до складу «Клівленд Кавальєрс».
З 2002 по 2003 рік грав у складі «Філадельфія Севенті-Сіксерс».
2003 року перейшов до «Мілвокі Бакс», у складі якої провів наступний сезон своєї кар'єри.
2004 року повернувся до «Філадельфія Севенті-Сіксерс», за яку він відіграв один сезон.
З 2005 по 2006 рік грав у складі «Сакраменто Кінґс».
Частину 2006 року виступав у складі «Портленд Трейл-Блейзерс».
Наступною командою в кар'єрі гравця була «Мілвокі Бакс», куди він повернувся 2006 року і за яку він відіграв один сезон.
З 2007 по 2008 рік грав у складі «Фінікс Санз».
2008 року перейшов до «Лос-Анджелес Кліпперс», у складі якої провів наступні 2 сезони своєї кар'єри.
Наступною командою в кар'єрі гравця була «Мілвокі Бакс», куди вдруге повернувся 2010 року і за яку він відіграв один сезон.
2011 року підписав контракт з італійською командою «Бенеттон Тревізо».
Останньою ж командою в кар'єрі гравця стала «Мемфіс Ґріззліс», до складу якої він приєднався 2011 року і за яку зіграв один матч.
Його доньки Ейвері і Медісен виступають за національну збірну з волейболу. Ейвері стала віцечемпіонкою Олімпійських ігор 2024 року в Парижі.

## Статистика виступів в НБА

### Регулярний сезон
| Сезон             | Команда                       | GP  | GS  | MPG  | FG%  | 3P%  | FT%  | RPG | APG | SPG | BPG | PPG  |
| ----------------- | ----------------------------- | --- | --- | ---- | ---- | ---- | ---- | --- | --- | --- | --- | ---- |
| 1998–99           | «Лос-Анджелес Кліпперс»       | 21  | 0   | 12.3 | .465 | .000 | .606 | 2.5 | .0  | .5  | .6  | 4.1  |
| 1999–00           | «Лос-Анджелес Кліпперс»       | 33  | 9   | 23.5 | .507 | .000 | .662 | 6.1 | .3  | .5  | 1.3 | 5.4  |
| 2000–01           | «Лос-Анджелес Кліпперс»       | 39  | 23  | 15.0 | .398 | .000 | .542 | 4.3 | .5  | .4  | .3  | 4.1  |
| 2001–02           | «Клівленд Кавальєрс»          | 65  | 8   | 17.0 | .543 | .000 | .608 | 4.3 | .3  | .4  | .9  | 3.4  |
| 2002–03           | «Філадельфія Севенті-Сіксерс» | 77  | 9   | 17.9 | .550 | .000 | .602 | 4.8 | .2  | .6  | .7  | 6.0  |
| 2003–04           | «Мілвокі Бакс»                | 56  | 54  | 28.2 | .497 | .000 | .572 | 7.3 | .9  | .5  | 1.1 | 10.5 |
| 2004–05           | «Філадельфія Севенті-Сіксерс» | 24  | 0   | 10.3 | .386 | .000 | .294 | 2.6 | .2  | .2  | .2  | 2.0  |
| 2004–05           | «Сакраменто Кінґс»            | 25  | 23  | 27.8 | .554 | .000 | .377 | 8.7 | 1.5 | 1.0 | 1.7 | 7.4  |
| 2005–06           | «Сакраменто Кінґс»            | 38  | 0   | 11.3 | .551 | .000 | .444 | 2.7 | .4  | .3  | .5  | 2.3  |
| 2005–06           | «Портленд Трейл-Блейзерс»     | 27  | 5   | 19.1 | .484 | .000 | .517 | 4.7 | .5  | .5  | .9  | 3.8  |
| 2006–07           | «Мілвокі Бакс»                | 67  | 44  | 22.7 | .490 | .000 | .582 | 5.7 | .9  | .3  | 1.0 | 4.4  |
| 2007–08           | «Фінікс Санз»                 | 66  | 0   | 12.8 | .465 | .667 | .524 | 3.6 | .2  | .3  | 1.2 | 3.3  |
| 2008–09           | «Лос-Анджелес Кліпперс»       | 51  | 21  | 16.5 | .449 | .000 | .638 | 4.0 | .5  | .3  | 1.0 | 4.2  |
| 2009–10           | «Лос-Анджелес Кліпперс»       | 16  | 1   | 7.7  | .400 | .000 | .750 | 1.7 | .0  | .2  | .2  | 1.6  |
| 2011–12           | «Мемфіс Ґріззліс»             | 1   | 0   | 4.0  | .000 | .000 | .000 | .0  | .0  | .0  | .0  | .0   |
| Усього за кар'єру | Усього за кар'єру             | 605 | 197 | 17.9 | .494 | .333 | .566 | 4.7 | .5  | .4  | .9  | 4.7  |

### Плей-оф
| Сезон             | Команда                       | GP | GS | MPG  | FG%  | 3P%  | FT%   | RPG | APG | SPG | BPG | PPG |
| ----------------- | ----------------------------- | -- | -- | ---- | ---- | ---- | ----- | --- | --- | --- | --- | --- |
| 2003              | «Філадельфія Севенті-Сіксерс» | 8  | 0  | 4.8  | .167 | .000 | 1.000 | .8  | .0  | .0  | .1  | .8  |
| 2004              | «Мілвокі Бакс»                | 5  | 3  | 18.8 | .524 | .000 | .417  | 4.4 | .0  | .2  | .6  | 5.4 |
| 2005              | «Сакраменто Кінґс»            | 4  | 1  | 11.8 | .500 | .000 | .000  | 2.8 | .5  | .5  | 1.0 | 2.0 |
| 2008              | «Фінікс Санз»                 | 4  | 0  | 5.3  | .500 | .000 | .500  | .8  | .0  | .0  | .8  | 2.0 |
| Усього за кар'єру | Усього за кар'єру             | 21 | 4  | 9.5  | .462 | .000 | .542  | 2.0 | .1  | .1  | .5  | 2.3 |